# الیا لگاتی
الیا لگاتی (انگلیسی: Elia Legati؛ زادهٔ ۳ ژانویهٔ ۱۹۸۶) بازیکن فوتبال اهل ایتالیا است.
از باشگاه‌هایی که در آن بازی کرده‌است می‌توان به باشگاه فوتبال کارپی، باشگاه فوتبال پارما، باشگاه فوتبال ونتزیا، باشگاه فوتبال پادوا، باشگاه فوتبال کروتونه، باشگاه فوتبال آ.ث. میلان، باشگاه فوتبال نووارا، باشگاه فوتبال موناکو، و باشگاه فوتبال پرو ورچلی اشاره کرد.
وی همچنین در تیم‌های ملی فوتبال زیر ۱۹ سال ایتالیا و زیر ۲۰ سال ایتالیا بازی کرده‌است.